# U-426
Unterseeboot 426 foi um submarino alemão do Tipo VIIC, pertencente a Kriegsmarine que atuou durante a Segunda Guerra Mundial.

## Comandantes
| Comandante             | Data                                      |
| ---------------------- | ----------------------------------------- |
| Kptlt. Christian Reich | 12 de maio de 1943 - 8 de janeiro de 1944 |

## Subordinação
Durante o seu tempo de serviço, esteve subordinado às seguintes flotilhas:
| Período                                      | Flotilha                                   |
| -------------------------------------------- | ------------------------------------------ |
| 12 de maio de 1943 - 30 de setembro de 1943  | 8. Unterseebootsflottille (treinamento)    |
| 1 de outubro de 1943 - 31 de outubro de 1943 | 11. Unterseebootsflottille (serviço ativo) |
| 1 de novembro de 1943 - 8 de janeiro de 1944 | 1. Unterseebootsflottille (serviço ativo)  |

## Operações conjuntas de ataque
O U-426 participou das seguinte operações de ataque combinado durante a sua carreira:
- Rudeltaktik Schlieffen (16 de outubro de 1943 - 22 de outubro de 1943)
- Rudeltaktik Siegfried (22 de outubro de 1943 - 27 de outubro de 1943)
- Rudeltaktik Siegfried 2 (27 de outubro de 1943 - 30 de outubro de 1943)
- Rudeltaktik Jahn (30 de outubro de 1943 - 2 de novembro de 1943)
- Rudeltaktik Tirpitz 4 (2 de novembro de 1943 - 8 de novembro de 1943)
- Rudeltaktik Eisenhart 9 (9 de novembro de 1943 - 10 de novembro de 1943)
- Rudeltaktik Schill 1 (16 de novembro de 1943 - 21 de novembro de 1943)